# Quinona
Quinonas são compostos de ampla distribuição natural, caracterizados pela presença de anéis quinonóidicos e divididos em três subgrupos devido os diferentes sistemas aromáticos que os sustentam, são eles os grupos das benzoquinonas, das naftoquinonas e das antraquinonas. Estes compostos se apresentam funcionais em diversos organismos vivos, podendo ser encontrados desde plantas (no processo de fotossíntese) até o organismo humano (agindo na flora intestinal e na coagulação sanguínea) .
Atualmente, conhece-se uma grande variedade de compostos deste grupo e isto se deve ao elevado teor isomérico deles, ou seja, a capacidade de um composto quinonóidico apresentar, em geral, pelo menos um isômero. As propriedades químicas e eletrônicas das quinonas são estudadas há mais de um século. Considera-se que estes compostos possuem diversas particularidades e  atribui-se sua efetiva participação em processos biológicos ao seu caráter oxidativo  .  
As quinonas são altamente reconhecidas por suas atuações antitumorais, viruscidas, microbicidas e outras mais. Nesta família, os principais derivados com atividades biológicas diversas e efetivas são as 1,4 - naftoquinonas, pois se tornam mais estáveis com os ligantes nestas posições  .
No grupo das naftoquinonas, caracterizadas por um anel quinonóidico sustentado por anéis naftalênicos, pode-se apresentar diversos exemplos de compostos. Entre eles, o lapachol (encontrado no caule de árvores do grupo das tabeluias) e a vitamina K em suas diversas formas (filoquinona, menaquinona e menadiona). Enquanto no grupo das  benzoquinonas, pode-se considerar a ciclohexanodiona, de fórmula química C6H4O2. Os dois isómeros da ciclohexanodiona deste composto são a orto-benzoquinona (benzoquin-1,2-ona) e a para-benzoquinona (benzoquin-1,4-ona).
O último grupo, das antraquinonas, tem como representantes compostos como a xiloidona, que possui um anél quinonóidico sustentado por anéis antracênicos .

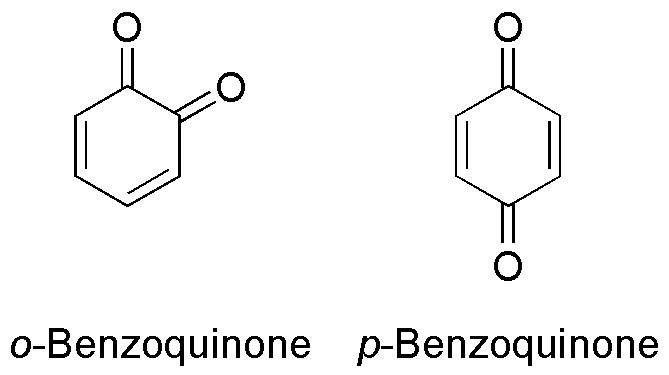

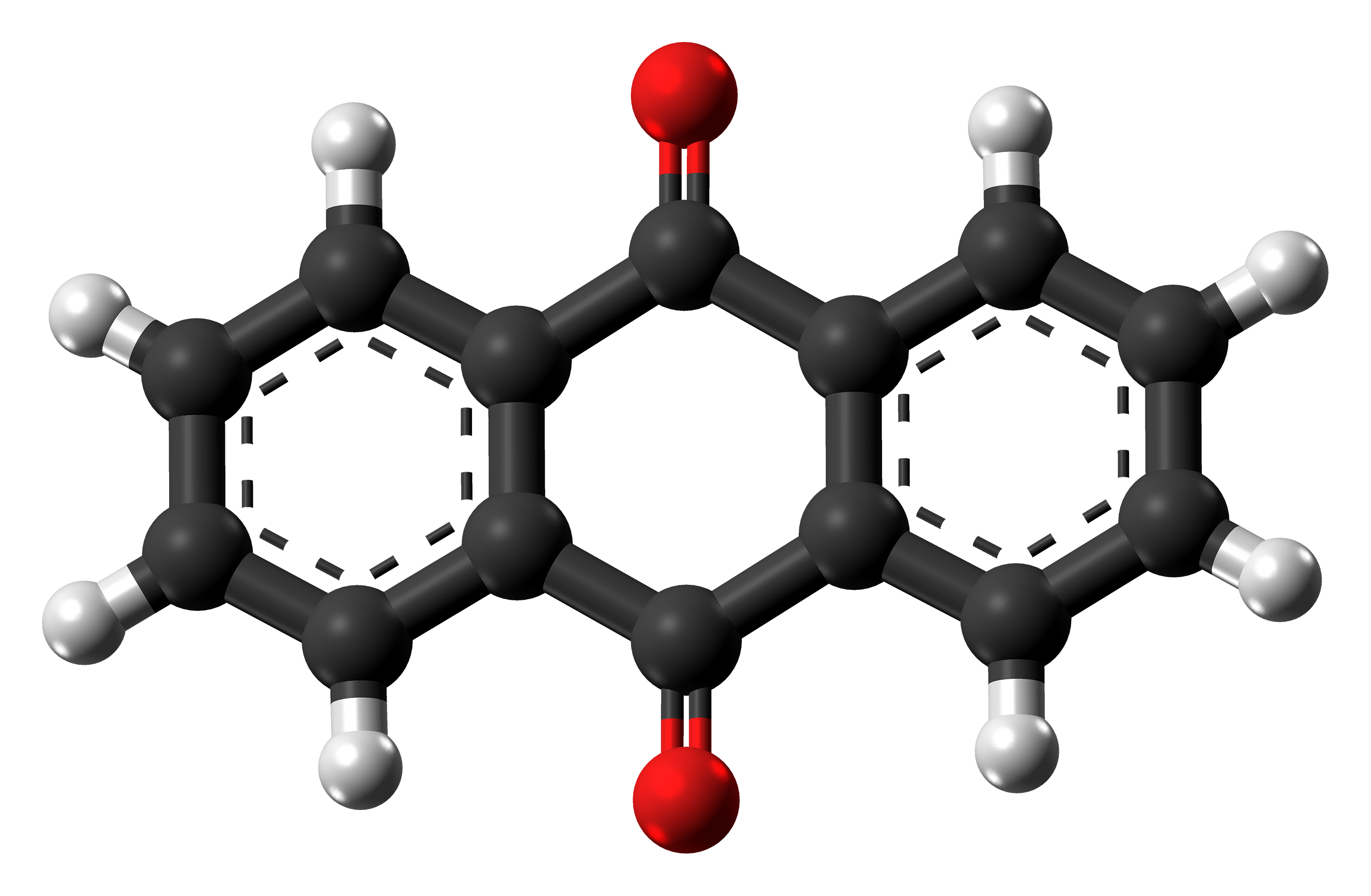
Estrutura 3D de uma antraquinona

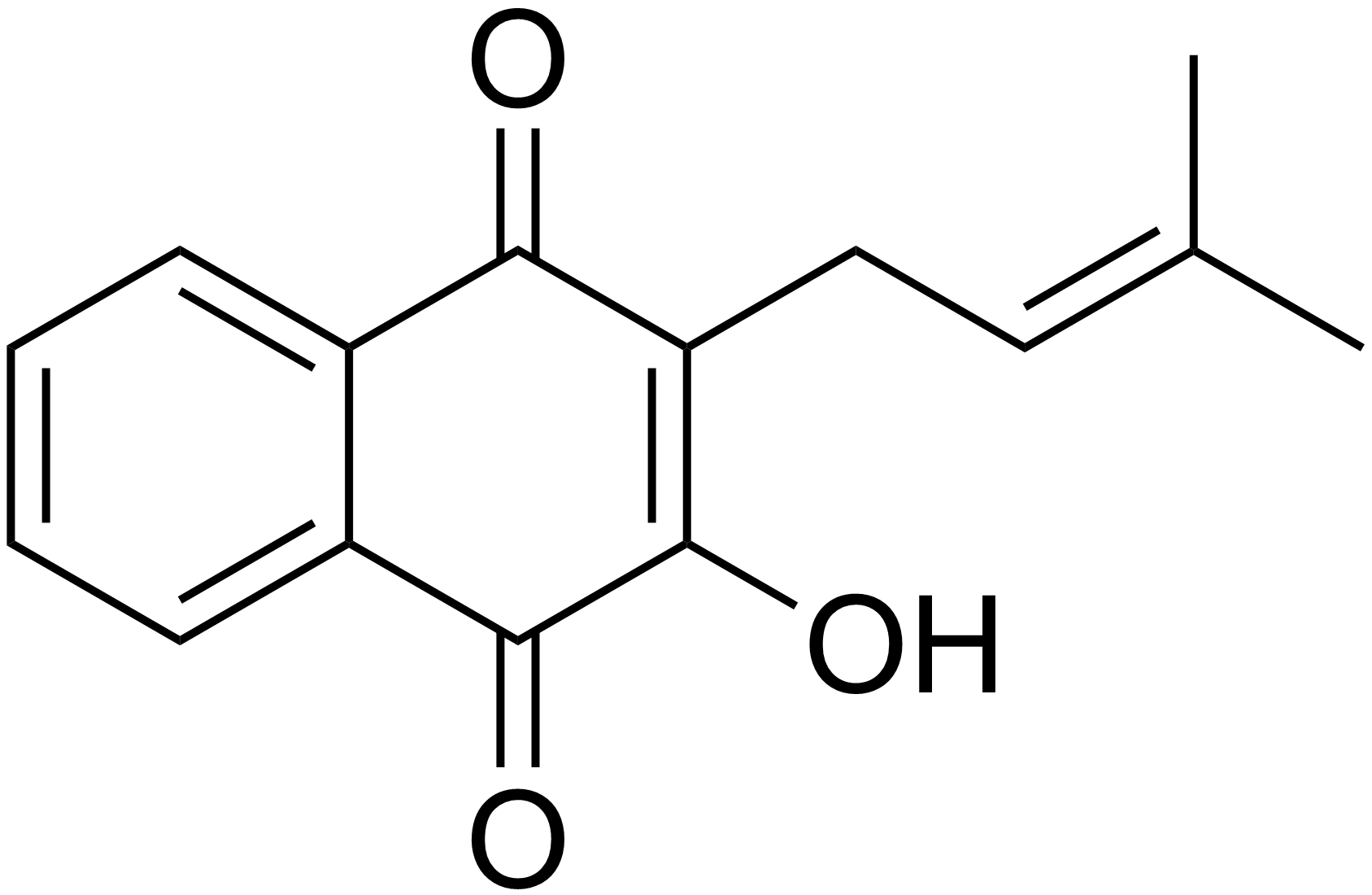
Lapachol - naftoquinona do grupo das tabeluias

REFERENCIAS BIBLIOGRÁFICAS
Predefinição:Artigo Enciclopédico - Composto Orgânico
1. 1 2 3 4  da Silva, M. N.; Ferreira, V. F.; de Souza, M. C. B. V. Um panorama atual da química e da farmacologia de naftoquinonas, com ênfase na β - lapachona e derivados. Quim. Nova, vol. 26, No.3, 407- 416, 2003."
2. ↑   Dias, G. G.; King, A.; de Moliner, F.; Vendrell, M.; da Silva, E. N. Quinone-based fluorophores for imaging biological processes. Chemical Society Reviews, vol. 47, No.1, 12 - 27, 2018.
3. ↑  "Wellington, K. W. Understanding cancer and the anticancer activities of naphthoquinones - a review. Chemical Society Reviews, 2015."